# クレタ海
クレタ海（Κρητικό Πέλαγος / Kritiko Pelagos）は、地中海東部の海。エーゲ海南部を構成し、キクラデス諸島の南、クレタ島の北に位置する。西はキティラ島、東はドデカネス諸島までであり、東西約300km、南北約150kmの範囲に広がっている。島嶼群によって他海域と区切られているが、クレタ海の中央部には島はない。最大水深は2,000mを超える。